# ラマ (ベニヤミン族)
ラマ（英: Ramah in Benjamin）はエフライム山地にあるベニヤミン族の町である。「高い所」という意味のヘブル語の地名である。
ベテルからエルサレム、ベツレヘムへ至る街道沿いのエレサレムの北8km、ギブオンの東4kmにある。
エフライムの山地のレビ人が外国人を避けるために泊まろうと考えたイスラエル人の町のひとつである。ベニヤミンの母ラケルの墓があったという伝説がある。

## 歴史
北イスラエル王国のバシャが、エルサレムへの道を断つためにラマを抑えて、要塞を築こうとした。しかし、南ユダの王アサはダマスコと同盟を結んでバシャを挟み撃ちにしようとした。それを知った、バシャはラマを要塞化することをあきらめた。その後すぐにアサがラマを奪回した。
イザヤとエレミヤがラマにアッシリア軍が攻め上るようすを描写している。前586年に新バビロニアのネブカデネザル王はエルサレムを攻略した。その時の捕虜は一度ラマに集められてから、バビロンへ連行された。エレミヤもエルサレムでバビロン軍に捕らえられるが、ラマで釈放された。
エレミヤは、捕囚民の悲惨さを、「ラケルがその子らのために泣いている」と表現した。この預言はマタイの福音書でヘロデによる幼児虐殺事件に記事に引用されている。